# Linnaeus Tripe

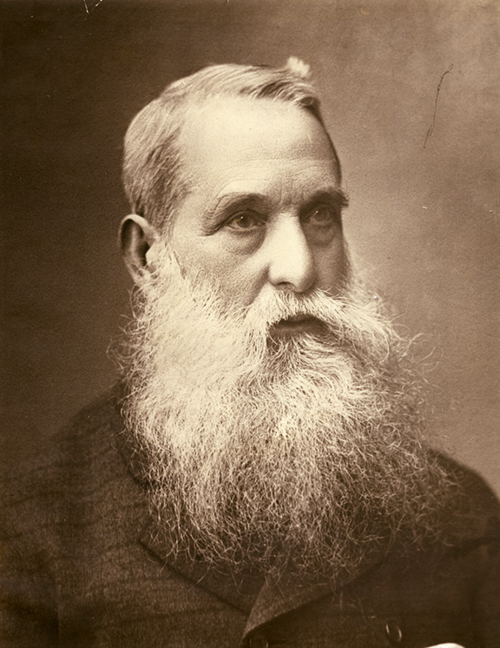
Linnaeus Tripe, wohl 1880er Jahre

Linnaeus Tripe (geboren am 14. April 1822 in Plymouth Dock; gestorben am 2. März 1902 in Devonport) war ein britischer Soldat und Fotograf.

## Leben
Linnaeus Tripe wurde in eine kinderreiche Familie eines Arztes geboren. Er trat 1838 als Kadett in die Armee der East India Company ein und wurde 1840 in Südindien zum Leutnant befördert. Aus gesundheitlichen Gründen kehrte er zwischen 1850 und 1854 nach England zurück und begann mit der Fotografie zu experimentieren. Im Juni 1854 ging er im Rang eines Hauptmanns wieder nach Bangalore und machte dort im Dezember des Jahres seine ersten Aufnahmen. Im Februar 1855 stellte er in Madras erstmals 68 Fotografien von Tempeln aus. Im selben Jahr begleitete er eine Expedition der East India Company nach Burma, seine 108 Aufnahmen wurden in dem Buch A Series of Views in Burmah taken during Major Phayre’s Mission to the Court of Ava in 1855 präsentiert.
1857 wurde er als Regierungsfotograf in Madras angestellt und fotografierte neben Gebäuden auch Personen des öffentlichen Lebens. Die britische Regierung übernahm 1857 die politische Kontrolle über Indien und Tripes Aufträge wurden 1859 von Charles Trevelyan aus Kostengründen eingestellt. 1863 wechselte Tripe in den Dienst der britischen Armee und wurde 1873 zum Major befördert. 1869 machte er nochmals zwei Serien von Aufnahmen in Burma. Ab 1874 lebte er im Ruhestand in Devonport. 

Aufnahmen von Linnaeus Tripe
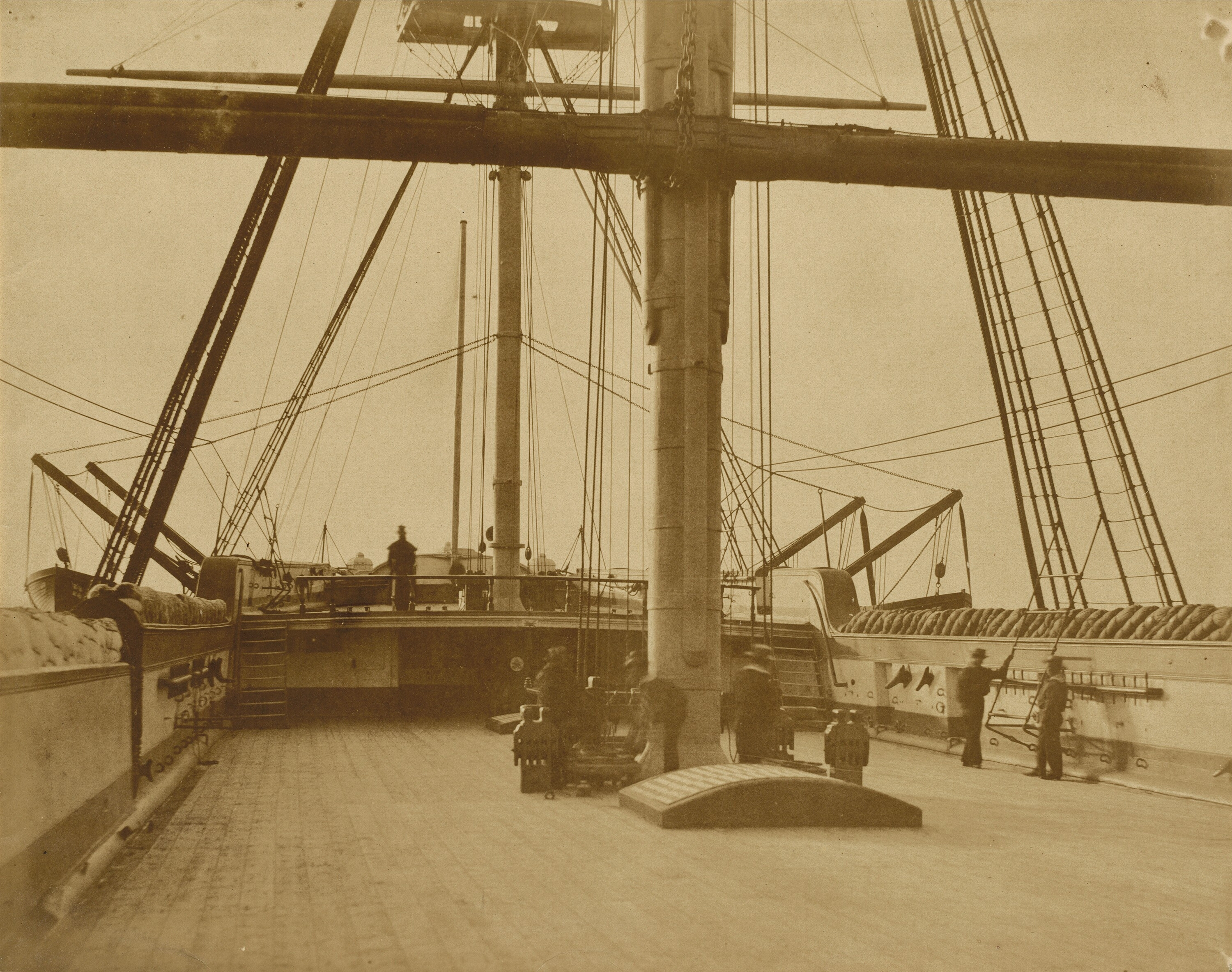
HMS Impregnable (1853)
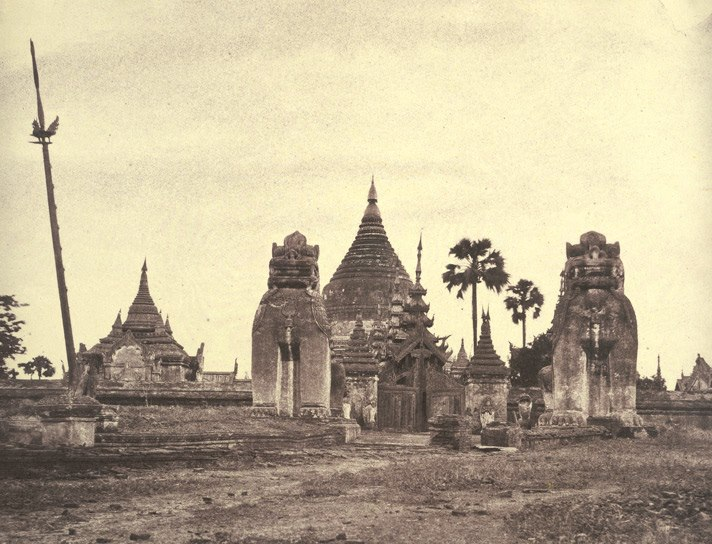
Shwezigon-Pagode (1855)
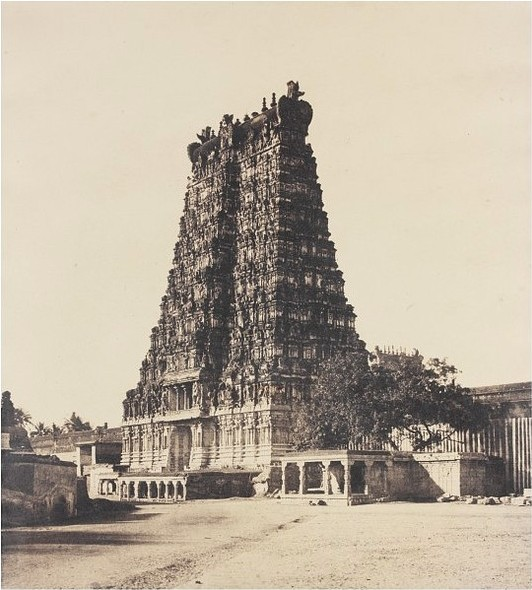
Minakshi-Tempel: Gopuram der großen Pagode (1858)
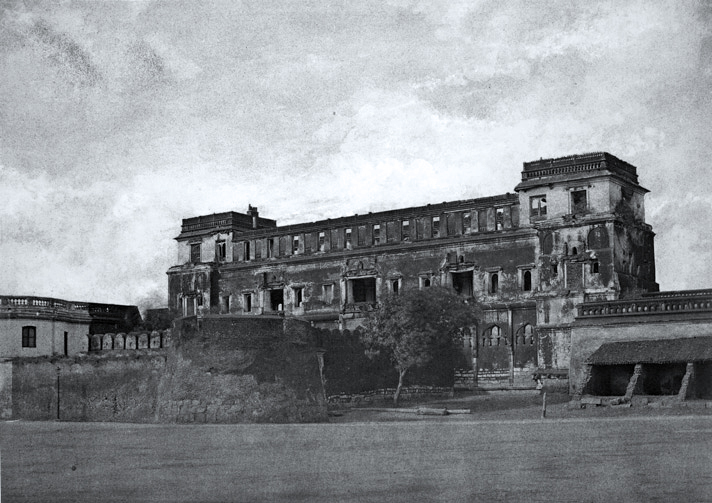
Rani Mangammal Mahal (1858)
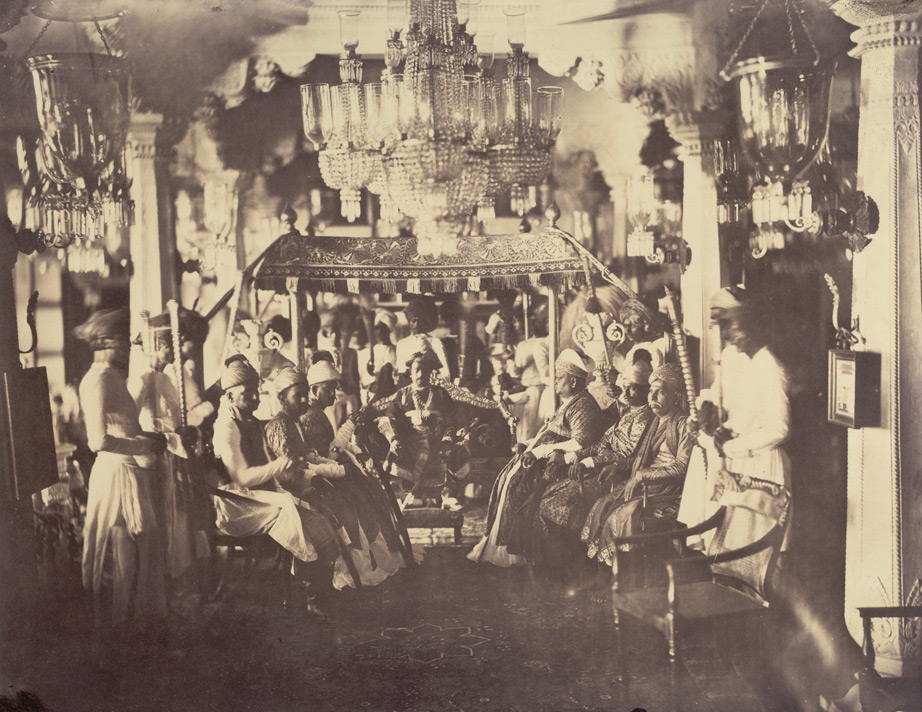
Tondaiman Rajah und seine Minister (1858)